# محمد محمدی اشتهاردی
محمد ملامحمدی مشهور به محمد محمدی اشتهاردی (۱ بهمن ۱۳۲۳ در اشتهارد – ۲۸ آذر ۱۳۸۵ در قم) مفسر قرآن، نویسنده حوزه علمیه قم بود. وی همچنین از اعضای اصلی تفسیر نمونه قرآن بوده‌است.

## تحصیلات
در کودکی، نخست به مکتب‌خانه برای یادگرفتن روخوانی قرآن، سپس به دبستان رفت و در کلاس پنجم در تعطیلات تابستانی به حوزه علمیه اشتهارد که از چند نفر محدود در حسینیه محل، تشکیل می‌شد جذب شد لذا دبستان را رها کرده و به تحصیل ادبیّات علوم حوزوی مشغول شد.

آغاز طلبگی

محمدی اشتهاردی کتاب سیوطی را می‌خواند، که در سال ۱۳۳۸ به قم برای ادامهٔ تحصیل مهاجرت نمود. قبل از ازدواج نخست در مدرسه‌ستیه، سپس در مدرسه‌حجتیه و مدرسه‌خان و مدرسه‌فیضیه مسکن گزید. دوره سطح را بیش‌تر توسط حسین شب‌زنده‌دار جهرمی، غلامرضا صلواتی، علی‌پناه اشتهاردی، علی مشکینی و ناصر مکارم شیرازی خواند و چند سال در درس خارج در کلاس میرزاهاشم آملی‌و ناصر مکارم شیرازی، وسیدمحمدرضا گلپایگانی شرکت نمود. بخشی از منظومهٔ سبزواری و فلسفه را نزد جعفر سبحانی، و مهدی حائری و بخشی از علوم روز را در کلاس محمد محقق‌لاهیجی (نماینده بروجردی در آلمان) آموخت. همچنین در درس تفسیر خزعلی نیز شرکت نمود.

## نویسندگی

در جلسه تفسیر نمونه همراه آیت‌الله مکارم شیرازی و دیگر اعضا

در حوزه علمیه اشتهارد همراه آیت‌الله علی‌پناه اشتهاردی

حضور در کلاس‌های تفسیر میرزا ابوالفضل زاهدی سبب گرایش وی به نویسندگی گردید. چندی بعد کتابی پیرامون بلال حبشی در سال ۱۳۴۶ نوشت. سپس در سال ۱۳۴۷ کتاب پندهای جاویدان را نوشت و این آغازی شد که تا پایان عمر خویش بیش از ۲۵۰ اثر را به رشته تحریر درآورد. همچنین در تفسیر نمونه و تفسیر پیام قرآن مشارکت نمود.

## درگذشت

نماز بر پیکر اشتهاردی در مقبره فاطمه‌ی معصومه، قم

محمدی اشتهاردی در سال ۱۳۵۲ در یک سانحه رانندگی دچار چندین شکستگی می‌گردد. همچنین ۸ سال بعد سکته مغزی عوارض متفاوت‌تری برایش ایجاد کرد که ناچار برای مداوا و جراحی مغز و اعصاب رهسپار آلمان شد. این مسئله باعث کم‌تحرکی او شد لذا در سال ۱۳۸۲ درگیر بیماری سرطان روده شده و با وجود تحمل ۲ جراحی و ۳ دوره شیمی‌درمانی، در نهایت در ۲۸ آذر ۱۳۸۵ درگذشت و در قبرستان شیخان قم دفن شد.

## مهمترین آثار[۷][۸][۹]
|  | - سیمای بلال حبشی، ۱۳۴۶، انتشارات علامه - پندهای جاویدان (۳ جلد)، ۱۳۴۷، انتشارات دین و دانش - ویرایش دوم (۱ جلد)، ۱۳۷۹، انتشارات نبوی - پندهایی از تاریخ، ۱۳۵۱، انتشارات افتخاریان - محمد رسول‌الله، ۱۳۶۰، انتشارات هادی - الوصی (ترجمه)، ۱۳۵۲، انتشارات ارشاد - پاسخ به پرسش‌های شما، ۱۳۵۳، انتشارات برهان - ابوطالب یگانه مدافع اسلام (ترجمه)، ۱۳۵۴، انتشارات قائم - دفاع از حریم تشیع، ۱۳۵۴، انتشارات قرآن و عترت - پیشوای حقیقی، ۱۳۵۴، انتشارات اندیشه - روش نوین در شناخت اصول اعتقادی (ترجمه) (با همکاری علی فاضل)، ۱۳۵۴، مجمع ذخایر اسلامی - ارمغان استعمار، ۱۳۵۴، انتشارات نسل جوان - پیکار اسلام با اسراف، ۱۳۵۵، انتشارات شفق - شناخت مسائل اسلامی، ۱۳۵۵، نشر میثم - مناظره پیامبر با گروهک‌ها، ۱۳۵۶، انتشارات آزادی - پوشش زن در اسلام، ۱۳۵۷، انتشارات ناصر - امام و امت از دیدگاه اسلام (ترجمه)، ۱۳۵۸، انتشارات سعید - ابوطالب آموزگار پاسداری، ۱۳۵۸، انتشارات هادی - ماتریالیسم و متافیزیک(۴ جلد) (ترجمه)، ۱۳۵۸، انتشارات امید - راهی به سوی شناخت، ۱۳۵۹، انتشارات هادی - ویژگی‌های اقتصاداسلامی (۶ جلد) (ترجمه)، ۱۳۵۹، انتشارات هادی - بررسی‌هایی در زمینه مارکسیسم (۶ جلد) (ترجمه)، ۱۳۵۹، انتشارات هادی - دلیل علمی استقرایی برای اثبات وجود خدا (ترجمه)، ۱۳۵۹، انتشارات سعید - نقدی بر تز پوشالی اتحاد تاکتیکی با مارکسیست‌ها، ۱۳۶۰، چاپ‌خانه امید - خداشناسی در معارف، ۱۳۶۱، انتشارات امید - تفسیر نمونه (۲۷ جلد با همراهی جمعی از نویسندگان زیر نظر آیت‌الله مکارم‌شیرازی)، ۱۳۵۱- تجدیدنظر۱۳۶۲/ نشر دارالکتب اسلامیه - داستان باستان (با همکاری آیت‌الله حسین نوری همدانی)، ۱۳۶۲، دفتر انتشارات اسلامی - امام زمان امید شایستگان، ۱۳۶۳، انتشارات پیام اسلام - داستان‌های صاحب‌دلان (۲ جلد)، ۱۳۶۳، دفتر انتشارات اسلامی - امام حسین خورشید انقلاب، ۱۳۶۳، انتشارات پیام اسلام - ابراهیم و لوط، ۱۳۶۴، دفتر انتشارات اسلامی - گفتار پیامبر در نهج‌البلاغه، ۱۳۶۴، دفتر انتشارات اسلامی - مسائل اعتقادی از دیدگاه تشیع (ترجمه)، ۱۳۶۴، - امر به معروف و نهی از منکر (ترجمه)، ۱۳۶۵، انتشارات دفتر تبلیغات اسلامی قم - داستان‌های نهج‌البلاغه، ۱۳۶۷، انتشارات پیام محراب - پیام قرآن (۱۰ جلد به همراهی جمعی از نویسندگان زیر نظر آیت‌الله مکارم‌شیرازی)، ۱۳۶۷، مدرسه امیرالمؤمنین - نگاهی بر زندگی دوازده امام (ترجمه)، ۱۳۶۸، دفتر انتشارات اسلامی - داستان دوستان (۵ جلد)، ۱۳۶۸، دفتر تبلیغات اسلامی حوزه علمیه قم - داستان‌های مثنوی معنوی (۴ جلد)، ۱۳۶۸، انتشارات پیام آزادی - ویرایش دوم (۱ جلدی)، ۱۳۶۸، انتشارات پیام آزادی - ویرایش سوم (۱ جلدی)، ۱۳۸۳، انتشارات موعود اسلام - رنج‌ها و دردهای فاطمه (ترجمه بیت‌الاحزان)، ۱۳۶۹، انتشارات ناصر - گناه‌شناسی (با همکاری محسن قرائتی)، ۱۳۶۹، انتشارات پیام آزادی - ویرایش دوم، ۱۳۷۵، مرکز فرهنگی درس‌هایی از قرآن - سوگنامه آل محمد، ۱۳۷۰، انتشارات ناصر - سیمای پرفروغ محمّد (ترجمه کحل البصر)، ۱۳۷۰، انتشارات ناصر - داستان‌های اصول کافی (۲ جلد)، ۱۳۷۱، نشر معارف اسلامی - ویرایش دوم (۱ جلد)، ۱۳۷۹، انتشارات روحانی - حکایت‌های شنیدنی (۵ جلد)، ۱۳۷۱، انتشارات علامه - ویرایش دوم (۱ جلد)، ۱۳۷۸، انتشارات علامه - نماز از دیدگاه قرآن و عترت، ۱۳۷۱، انتشارات نبوی - ایرانیان مسلمان در صدر اسلام و مسیر تشیع درایران، ۱۳۷۱، سازمان تبلیغات اسلامی - زندگی پرافتخار جابر بن عبدالله انصاری، ۱۳۷۱، انتشارات پیام آزادی - نگاهی به زندگی چهارده معصوم (ترجمه انوارالبهیه)، ۱۳۷۲، انتشارات ناصر - صد و یک مناظره جالب و خواندنی، ۱۳۷۲، انتشارات علامه - گفتار دلنشین، ۱۳۷۲، انتشارات انصاریان - داستان‌های شنیدنی از چهارده معصوم، ۱۳۷۲، انتشارات نبوی - ازدواج آسان و شیوه همسرداری، ۱۳۷۲، انتشارات نبوی - عالم برزخ در چند قدمی ما، ۱۳۷۳، انتشارات نبوی - داستان‌های خواندنی از پیامبران اولوالعزم، ۱۳۷۳، انتشارات نبوی | - زندگی پرافتخار عماریاسر، بلال حبشی، مالک اشتر، سلمان فارسی، حمزه، جعفر بن ابی طالب، اویس قرنی، ابن‌مسعود، کمیل، حبیب بن مظاهر، ابوطالب، ۱۳۷۳، انتشارات پیام آزادی - داستان‌ها و پندها (۱۰ جلد)، ۱۳۷۴، انتشارات پیام عدالت - حکایت‌های گلستان سعدی، ۱۳۷۴، انتشارات نبوی - مسلم‌بن عقیل، ۱۳۷۴، نشر مطهر - چهل حدیث در اهمیت زکات، ۱۳۷۴، نشر مطهر - چهل حدیث در اهمیت صدقه، ۱۳۷۴، نشر مطهر - نگاهی بر زندگی چهارده معصوم، ۱۳۷۴، نشر مطهر - حضرت معصومه فاطمه دوم، ۱۳۷۵، انتشارات علامه - فرازهای برجسته از سیره امامان شیعه، (۲ جلد) (با همکاری محمدتقی عبدوس)، ۱۳۷۵، بوستان کتاب قم - حجاب بیانگر شخصیت زن، ۱۳۷۵، انتشارات ناصر - حضرت زینب پیام‌رسان شهیدان کربلا، ۱۳۷۵، نشر مطهر - داستان‌هایی از زندگانی حضرت یوسف، ۱۳۷۵، انتشارات ناصر - گواهی به ولایت امیرمؤمنان علی، دراذان و اقامه (ترجمه)، ۱۳۷۵، انتشارات ناصر - سرگذشت جانسوز حضرت رقیه (ع)، ۱۳۷۵، نشرمطهر - اهمیت اذان و اقامه (ترجمه)، ۱۳۷۶، انتشارات مسجد مقدس جمکران - حضرت زینب فروغ تابان کوثر، ۱۳۷۶، انتشارات برهان - معارف در مناسبت‌های اسلامی، ۱۳۷۶، انتشارات برهان - امام حسین آفتاب انقلاب ایران (۱۳۵۷)، ۱۳۷۶، انتشارات روحانی - پاسخ به پرسش‌های مذهبی شما، ۱۳۷۶، انتشارات برهان - پرچمدار نینوا، ۱۳۷۶، انتشارات مسجد مقدس جمکران - هدیه معصومیه، ۱۳۷۶، انتشارات علامه - داستان‌های جوامع الحکایات، ۱۳۷۷، انتشارات شکوری - رابطه ایران با اسلام و تشیع، ۱۳۷۷، انتشارات برهان - حضرت خدیجه همسر پیامبر، ۱۳۷۷، انتشارات نبوی - سیمای معراج پیامبر، ۱۳۷۷، انتشارات نبوی - سرگذشت‌های عبرت‌انگیز، ۱۳۷۷، انتشارات روحانی - حضرت مهدی فروغ تابان ولایت، ۱۳۷۷، انتشارات مسجد مقدس جمکران - غم‌نامهٔ کربلا، ۱۳۷۷، نشر مطهر - سیره چهارده معصوم (ع)، ۱۳۷۷، نشرمطهر - قصه‌های قرآن، ۱۳۷۸، انتشارات نبوی - شناخت و اسلام‌شناسی، ۱۳۷۸، نشر لوح محفوظ - حضرت معصومه چشمه جوشان کوثر، ۱۳۷۸، نشر مطهر - سکینه دختر امام علی، و مرقد او در شام، ۱۳۷۸، نشر مطهر - بابیگری و بهاییگری، ۱۳۷۹، انتشارات کتاب آشنا - اسراف بلای خانمان سوز، ۱۳۷۹، نشرمطهر - ولایت فقیه، ۱۳۷۹، نشر مطهر - زنان مرد آفرین تاریخ، ۱۳۷۹، انتشارات افق فردا - قصه‌های روح پرور، ۱۳۸۰، انتشارات گلستان ادب - آیات قرآن و گفتار پیامبر در نهج‌البلاغه، ۱۳۸۱، دفتر انتشارات اسلامی - لقمان و حکمت‌های ده‌گانه او در قرآن، ۱۳۸۱، انتشارات موعود اسلام - ره توشه‌ای از زیارت عاشورا، ۱۳۸۱، نشر مطهر - چرا؟ (۱۱۰ پرسش و پاسخ)، ۱۳۸۱، انتشارات موعود اسلام - چرا شیعه شدیم، ۱۳۸۱، نشر مطهر - آموزه‌های اخلاقی و رفتاری امامان شیعه (با همکاری محمدتقی عبدوس)، ۱۳۸۲، مؤسسهٔ بوستان کتاب قم - ترجمه صحیفه سجادیه، ۱۳۸۲، انتشارات موعود اسلام - ده گردنه قیامت، ۱۳۸۲، انتشارات موعود اسلام - ویژگی‌های بندگان خدا در قرآن، ۱۳۸۲، مؤسسه بوستان کتاب - تجلی نماز در سیره امام حسین، ۱۳۸۲، نشر مطهر - تاریخچه قم، ۱۳۸۲، انتشارات گلستان ادب - بازنویسی ناسخ التواریخ امام حسین، (۱ جلدی)/ ۱۳۸۳، انتشارات ناصر - نامه سرگشاده امام علی به عثمان بن حنیف، ۱۳۸۳، نشر اخلاق - امام مهدی جلوه جهان الهی (ترجمه)، ۱۳۸۴، انتشارات امام عصر - سیری در سیرت پیشوایان، ۱۳۸۴، انتشارات موعود اسلام - سیرت پیامبر اعظم و مهربان (ترجمه)، ۱۳۸۵، انتشارات ناصر - پیامبر اعظم الگوی مهرورزی و مقاومت، ۱۳۸۵، انتشارات گلستان ادب - قضاوت‌های حضرت علی، ۱۳۸۵، انتشارات کتاب یوسف - دویست وبیست خاطره آموزنده از حجت‌الاسلام و المسلمین محمد محمدی اشتهاردی (با همکاری مهدی صحرایی اردکانی)، ۱۳۸۵، انتشارات کیمینگار - ترجمه و توضیح خطبه فدک، ۱۳۸۶، نشرمطهر (انتشار بعد از رحلت - آموزه‌های نورانی معصومین (چهارصدحدیث موضوعی)، ۱۳۸۶، نشرمطهر (انتشار بعد از رحلت - آموزه‌های اخلاقی صحیفه سجادیه، دردست انتشار، انتشارات نبوی - مقدمه کتاب صدای سکوت خلوتیان، محمد حسین شاه بیگ اردیبهشت 1379 (انتشار بعد از رحلت توسط انتشارات پژوهشگر برتر، تهران، 1397) |